# Lucija Čok
Lucija Čok, slovenska jezikoslovka, šolnica, političarka * 7. april 1941, Lokavec, Ajdovščina.

## Življenjepis
Je znanstvena svetnica na področju preučevanja zgodnje večjezičnosti, redna profesorica didaktike večjezičnosti in medkulturnosti. 
Rodila se je v Lokavcu pri Ajdovščini Vandi in Radu Pišotu. Po drugi svetovi vojni se je družina preselila v Koper, kjer Lucija še danes deluje in ustvarja. Obiskovala je koprsko osnovno šolo in gimnazijo. Leta 1965 je diplomirala na Filozofski fakulteti v Ljubljani, kjer je študirala italijanski in francoski jezik. Na isti fakulteti je magistrirala leta 1988 z delom Prispevek k didaktiki italijanskega jezika, leta 1995 pa je zagovarjala doktorsko disertacijo Upovedovanje in učenje drugega jezika v otroštvu. 
Gradila je primorsko šolstvo. Leta 1994 je postala prva direktorica Znanstveno-raziskovalnega središča Koper in s tem prispevala k regionalnemu razvoju družbe znanja. Med 30. novembrom 2000 in 19. decembrom 2002 je bila ministrica za šolstvo, znanost in šport v 6. vladi Republike Slovenije. Kot prva ženska rektorica v Sloveniji in prva rektorica Univerze na Primorskem je povezovala raziskovalno in izobraževalno delo na univerzi in širše.
Za njene dejavnosti pri uveljavljanju francoske kulture in jezika ter strategij za spoštovanje jezikovnih različnosti jo je predsednik Republike Francije odlikoval s priznanjem Ordre national de la Légion d'honneur, predsednik Republike Italije pa ji je podelil naslov Cavaliere della Repubblica Italiana.
Leta 2004 je soustanovila politično društvo Forum 21.

## Glavna dela

##### Strokovna monografija
- ČOK, Lucija, PUKL, Valerija, DONAJ, Vladimir, KASTELIC, Olga, ŽUŽEJ, Vera. Prispevki k didaktični prenovi pouka materinščine za otroke Slovencev v tujini, (Iz prakse za prakso). 1. natis. Ljubljana: Zavod Republike Slovenije za šolstvo in šport, 1992. 63 str., ilustr. ISBN 86-7759-073-0.
- ČOK, Lucija, SKELA, Janez, KOGOJ, Berta, RAZDEVŠEK-PUČKO, Cveta. Učenje in poučevanje tujega jezika : smernice za učitelje v drugem triletju osnovne šole. V Ljubljani: Pedagoška fakulteta; Koper: Znanstveno-raziskovalno središče Republike Slovenije, 1999. 210 str., tabele. ISBN 961-6328-00-X.
- "Okus po morju: stara istrska kuhinja", 2023

##### Izvirni avtorski članek
- ČOK, Lucija. Zgodnje učenje in poučevanje drugega jezika : umestitev pouka drugega jezika na razredno stopnjo osnovne šole. Uporab. jezikosl., 1995, št. 4, str. 59-76.
- ČOK, Lucija. Model zgodnjega učenja italijanskega jezika za slovensko učno prakso. Annales (Koper), 1996, let. 6, št. 8, str. 225-240.
- ČOK, Lucija. L'enseignement de la langue étrangère au niveau précoce est-il un processus d'apprentissage intégré ou non-intégré?. Lidil, 1997, str. 30-37, ilustr.
- ČOK, Lucija. Celostno vrednotenje odziva učencev : jezikovni portfolijo kot sredstvo vrednotenja in samovrednotenja pri pouku tujega jezika. Uporab. jezikosl., 1998, št. 5, str. 206-215.
- ČOK, Lucija. Zgodnja večjezičnost in izobraževanje : osnove za oblikovanje modela. Ann, Ser. hist. sociol., 1999, letn. 9, št. 1=16, str. 111-126.
- ČOK, Lucija. The human coexistence - underpinned by languages and cultures. Šol. polje (Tisk. izd.). [Tiskana izd.], zima 2008, letn. 19, št. 5/6, str. 91-106.
- ČOK, Lucija, PERTOT, Susanna. Bilingual education in the ethnically mixed areas along the Slovene-Italian border. Comp. educ., 2010, vol. 46, iss. 1, str. 63-78. http://www.informaworld.com/smpp/content~db=all~content=a919288090, doi: 10.1080/03050060903538699.
- ČOK, Lucija. Lingue e culture nel dibattito sulle identità europee. V: OŽBOT, Martina (ur.). Demetrio Skubic octogenario, (Linguistica, 48; 49; 50). Ljubljana: Znanstvena založba Filozofske fakultete, 2008-2010, 2010, letn. 50, št. 3, str. 137-142.